# Kay-Bee
Kay-Bee, ou Kay-Bee Studios, est une société de production de cinéma américaine. 

## Historique
Fondée en 1912, son nom provient de la transcription phonétique des initiales des producteurs Kessel et Bauman, à l'origine de sa création. Elle est surtout connue pour la production de westerns, mais a produit également des films dramatiques.
La production et la réalisation ont été confiées à Thomas H. Ince et à Francis Ford.
À partir de 1913, la société s'est scindée en deux : d'une part la Kay-Bee Domino, spécialisée dans les films dramatiques, et d'autre part la Kay-Bee Broncho, spécialisée dans les westerns.
En 1915, la fusion de la Kay-Bee avec d'autres compagnies est à l'origine de la compagnie Triangle Film Corporation.

## Principaux réalisateurs
- Francis Ford
- Thomas H. Ince
- Burton L. King

## Filmographie partielle
- 1912 : For the Cause de Thomas H. Ince et Francis Ford
- 1912 : Blood Will Tell de Thomas H. Ince
- 1913 : When Lincoln Paid de Francis Ford
- 1913 : For Love of the Flag de Burton L. King
- 1913 : A True Believer de Burton L. King
- 1913 : The Failure of Success de Burton L. King
- 1913 : Granddad de Thomas H. Ince
- 1913 : Loaded Dice de Burton L. King
- 1913 : For Mother's Sake de Burton L. King
- 1913 : The Efficacy of Prayer de Burton L. King
- 1913 : The Claim Jumper de Burton L. King
- 1913 : The Maelstrom de Burton L. King
- 1914 : The Gringo de William S. Hart
- 1915 : The Roughneck de William S. Hart et Clifford Smith
- 1915 : Never Again de Burton L. King